# Kuzman Sotirović
Pour les articles homonymes, voir Sotirović.
Kuzman Sotirović est un footballeur serbe puis yougoslave né le 16 octobre 1908 à Mavrovo, dans l'actuelle Macédoine, et mort le 25 juillet 1990 à Paris.

## Biographie
Joueur de petite taille et de carrure moyenne, Kuzman Sotirović a essentiellement joué au poste de milieu de terrain offensif, même s'il pouvait également évoluer au poste d'attaquant. 
Il est formé au BSK Belgrade, club avec lequel il est le meilleur buteur du championnat yougoslave en 1927. Il rejoint ensuite la France, où il joue tout d'abord au FC Sète, puis au SO Montpellier. 
Il possède cinq sélections et a marqué deux buts avec la sélection yougoslave. Après avoir fini sa carrière, il s'est retiré à Paris, où il meurt en 1990.

## Carrière
- 1927-1928 : BSK Belgrade -  Royaume des Serbes, Croates et Slovènes
- 1928-1932 : FC Sète -  France
- 1932 : SO Montpellier -  France